# Спектр збудження люмінесценції
Спе́ктр збу́дження люмінесце́нції — залежність інтенсивності люмінесценції від частоти світла, яким люмінісценція збуджується. Вимірювання спектра збудження люмінісценції є одним із найпопулярніших методів вивчення електронних збуджень речовин поряд із спектрами поглинання і спектрами люмінесценції.
Для визначення спектру збудження детектується інтенсивність люмінесценції на певній фіксованій частоті, яка відповідає зазвичай одному із піків спектру люмінесценції, міняючи частоту світла, яким збуджується речовина. Люмінісценція підсилюється тоді, коли енергія кванта світла збігається з енергією властивих речовині електронних збуджень. Електронні збудження, що утворюються при поглинанні, надалі релаксують, розсіюючи свою енергію до стану, з якого відбувається випромінювання.